# Ice’n’Green (ICE MC-album)
Az Ice' n' green a brit ICE MC 1994-ben megjelent eddig legsikeresebb stúdióalbuma, melyről 3 dal jelent meg kislemezen, melyek szintén slágerlistás helyezést értek el. Az album dalait remix változatban is megjelentették önálló albumként, mely az Ice’ n’ green – The Remix Album címet kapta. Az albumról csupán a Take Away The Colour (’95 Reconstruction), azaz újrakevert 1995-ös változata jelent meg kislemezen.
Az album különösképpen Franciaországban volt siker, ahol 1995 januárjában az 5. helyig jutott a slágerlistán, valamint aranylemez státuszt szerzett magának. Az album Svédországban 3 hétig, míg Svájcban 6 hétig volt slágerlistás helyezés. Németországban 9 hétig, illetve 30 országban is helyezést ért el, azonban az angol slágerlistára nem került fel. A kritikusok pozitívan nyilatkoztak az albumról.
A CD változaton több remix is helyet kapott, míg a bakelit megjelenésen csupán a dalok rádió változatai szerepelnek.

## Megjelenések
LP  Spanyolország Blanco Y Negro MXLP-492
- A1	It’s A Rainy Day	4:12
- A2	Labba Ling	4:06
- A3	Take Away The Colour	3:25
- A4	Think About The Way	4:16
- A5	Run Fa Cover	4:37
- B1	Russian Roulette	4:23
- B2	The Britaican	3:20
- B3	Dark Night Rider	4:09
- B4	Funkin’ With You	3:25
- B5	Afrikan Buzz	3:50

CD  Magyarország Record Express 921.461-2
- 1	It’s A Rainy Day	4:12
- 2	Labba Ling	4:06
- 3	Take Away The Colour	3:25
- 4	Think About The Way	4:16
- 5	Look After Nature	3:50
- 6	Run Fa Cover	4:37
- 7	Russian Roulette	4:23
- 8	The Britaican	3:20
- 9	Dark Night Rider	4:09
- 10	It’s A Rainy Day (Happyman Radio Mix)	3:23
- 11	Funkin’ With You	3:25
- 12	Afrikan Buzz	3:50
- 13	Think About The Way (Pumped Up Club Mix)	5:54
- 14	Think About The Way (Noche De Luna Mix)	6:22
- 15	Think About The Way (Answering Machine Mix)	5:34

## Eladások, helyezések
| Ország        | Díjak, helyezések | Dátum | Eladási adatok |
| ------------- | ----------------- | ----- | -------------- |
| Franciaország | Arany             | 1995  | 100,000        |

## Slágerlista
| Slágerlista (1994)      | Legmagasabb helyezés |
| ----------------------- | -------------------- |
| Osztrák albumlista      | 34                   |
| Francia SNEP Albumlista | 5                    |
| Német albumlista        | 41                   |
| Svéd albumlistat        | 31                   |
| Svájci albumlista       | 31                   |